# Età in Asia orientale
L'età in Asia orientale è tradizionalmente calcolata contando gli anni di calendario in cui una persona ha vissuto.
Il sistema utilizza i numeri ordinali e comincia dal numero 1, in contrasto con il metodo internazionale basato sui numeri cardinali in cui l'età viene calcolata dal giorno della nascita e partendo dal numero 0.
Originatosi in Cina e diffusosi negli altri Paesi dell'Asia orientale, nell'età moderna questo metodo è di uso comune soltanto in Corea del Sud, al punto da essere definito internazionalmente "età coreana" (한국나이?, hanguk na-iLR). Dal 1º giugno 2023, tuttavia, anche quest'ultimo paese ufficialmente è passato al sistema internazionale. Giappone e Vietnam ne vedono l'applicazione solo nelle cerimonie tradizionali e nella religione.
Le origini del sistema non sono chiare: avere già un anno alla nascita potrebbe essere legato al tempo trascorso dai bambini nel ventre materno oppure all'antico sistema numerico asiatico che non contemplava il concetto di zero, mentre per spiegare il compimento dell'età all'inizio dell'anno è stata avanzata l'ipotesi che, siccome nelle società agricole la vita delle persone era maggiormente intrecciata al mutare delle stagioni, potrebbero aver cominciato a contare l'età in base all'anno e non alla data di nascita per festeggiare il cambio di stagione.

## Metodo di calcolo
L'antico metodo di calcolo dell'età in Asia orientale conta il numero di anni di calendario in cui una persona ha vissuto: si nasce con un anno di età perché si sta cominciando il primo anno della vita, e a ogni Capodanno (o Capodanno lunare per la Cina) il numero di anni è incrementato di un'unità. Giacché l'incremento di età avviene all'inizio dell'anno solare o lunare, piuttosto che al compleanno, e unendo a ciò il conteggio a partire dall'anno uno, una persona ha da uno a due anni in più rispetto al sistema di calcolo usato internazionalmente. Ad esempio, i bambini nati al 29 dicembre raggiungono due anni di età a Capodanno, sebbene siano venuti al mondo da pochi giorni.
In Mongolia orientale l'età è determinata tradizionalmente dal numero di cicli lunari (lune nuove) dalla nascita per i maschi, e dal numero di lune piene dal concepimento per le femmine.

## Applicazione

### Cina
In Cina, il metodo di calcolo tradizionale è noto come "età nominale" (虛歲/虛齡T, 虚岁/虚龄S, xūsuì/xūlíngP). Esiste inoltre la cosiddetta "età moderna" (周歲/週歲T, 周岁S, zhōusuìP, lett. "età dell'anno intero") basata sul Calendario cinese. Entrambe non sono più in uso dalla Rivoluzione culturale, durante la quale è subentrato il metodo occidentale, noto come "età reale" (實歲T, 实岁S, shísuìP), basato sul Calendario gregoriano.
Quando un bambino ha superato un mese di vita (29 giorni, se si considera il mese lunare), si tiene una piccola celebrazione nota come manyue (滿月S, mǎnyuèP) durante la quale uova di anatra o di gallina tinte di rosso vengono distribuite agli ospiti a significare fertilità.

### Corea del Nord
Il sistema tradizionale non è più in uso in Corea del Nord dal 1985.

### Corea del Sud

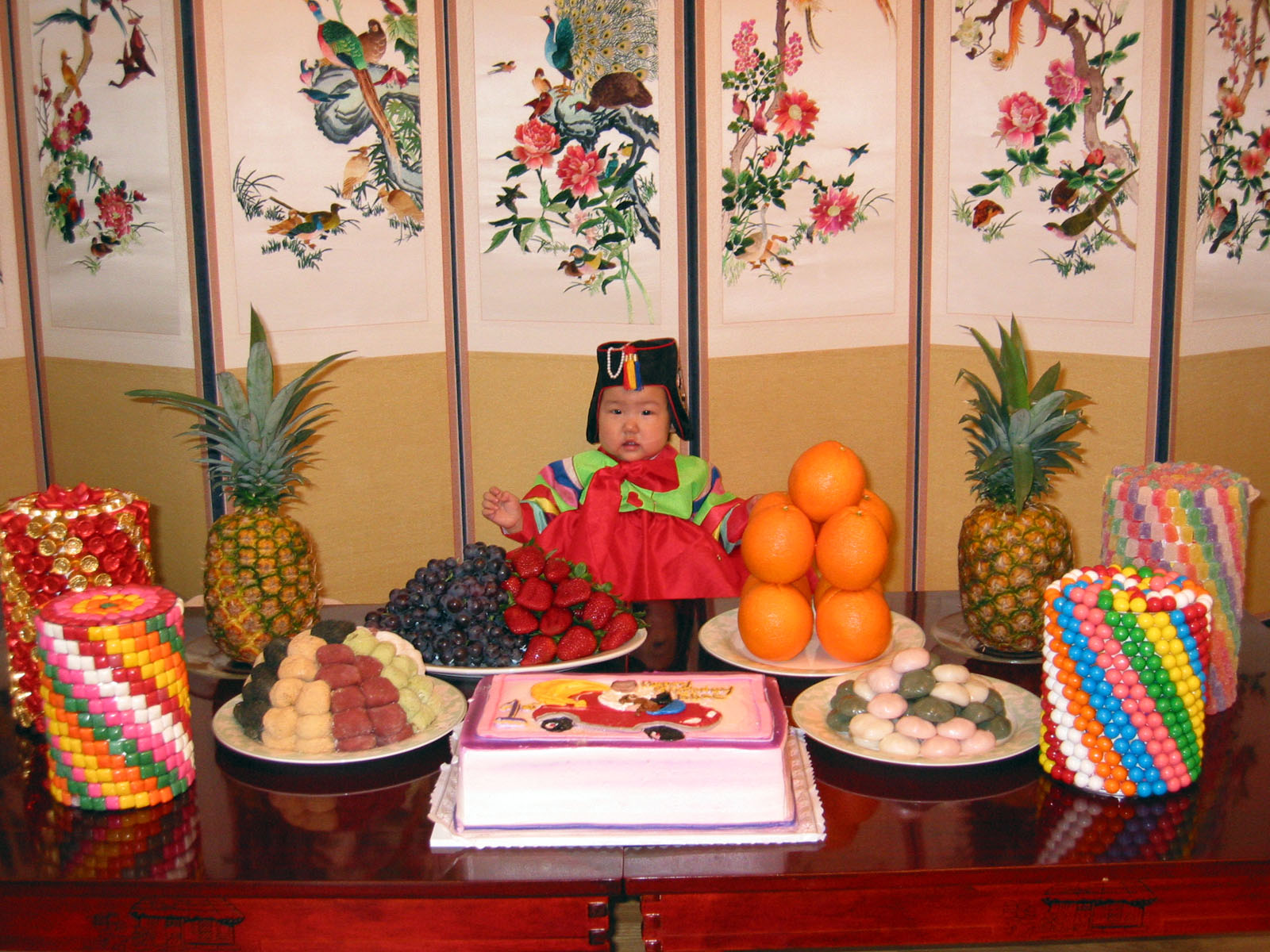
Festeggiamenti per il primo anniversario dalla nascita in Corea del Sud.

La Corea del Sud è stato l'ultimo Paese asiatico ad abbandonare, dal 1º giugno 2023, il metodo di calcolo tradizionale nella vita quotidiana. Già dal 1º gennaio 1962 al sistema tradizionale era affiancato il sistema internazionale, definito manna-i (만나이?; letteralmente "età vera" o "età intera"). L'età viene espressa aggiungendo il suffisso sal (살?) ai numeri coreani ordinali e, nel momento in cui si vuole specificare che si sta usando il sistema internazionale, viene preceduta da man (만?). Era comune che una persona avesse due date di compleanno, il "compleanno lunare" (음력 생일?, 陰曆生日?, eumnyeok saeng-ilLR) e il "compleanno gregoriano" (양력 생일?, 陽曆生日?, yangnyeok saeng-ilLR).
Particolare importanza viene data al centesimo giorno di vita (백일?, 百日?, baeg-ilLR) e al primo anno di un bambino, festeggiamenti risalenti ai tempi in cui la mortalità infantile era molto alta per via di malattie e malnutrizione, e raramente i bambini sopravvivevano oltre l'anno. I riti celebrati per il centesimo giorno dalla nascita consistono in gran parte in eventi per augurare salute, felicità e longevità al festeggiato, che compie anche il rituale del doljab-i (돌잡이?), nel quale sceglie da un tavolo un oggetto che si crede predica simbolicamente il suo futuro. Il primo compleanno è festeggiato con una cerimonia chiamata doljanchi (돌잔치?). In passato al bambino veniva consegnato anche il Cheonin-cheonjamun (천인천자문?, 千人千字文?), un libro contenente mille caratteri cinesi, ciascuno scritto da un conoscente diverso come preghiera per la sua salute, longevità e benessere. In entrambe le occasioni viene preparato un banchetto, con offerte di riso e zuppa a Samsin halmeoni, e dolci e bevande tradizionali per gli invitati, in particolare i tteok, simbolo di lunga vita. Un altro festeggiamento importante è il hwan-gap (환갑?) per il sessantesimo compleanno, in quanto questo giorno segna la conclusione dei ciclo zodiacale.
Per le procedure legali e sui documenti, viene usata l'età internazionale, sulla quale si basano le fasce d'età per l'accesso scolastico, l'età del consenso e l'età per il matrimonio, le restrizioni alla visualizzazione di materiale pornografico e l'età della leva militare. Il consumo di tabacco e alcol è permesso dal Capodanno dell'anno in cui si compiono internazionalmente 19 anni.
A gennaio 2019, il legislatore Hwang Ju-hong ha fatto un primo tentativo di abolire il metodo tradizionale presentando un disegno di legge volto a richiedere al governo di usare l'età internazionale in tutti gli aspetti della vita. Il passaggio all'età anagrafica standard è stato uno dei punti salienti della campagna elettorale del presidente Yoon Suk-yeol: le leggi che sanciscono tale modifica sono state approvate dal parlamento l'8 dicembre 2022, per entrare in vigore dal 1º giugno 2023.

### Giappone
Il sistema tradizionale in Giappone è noto come kazoedoshi (数え年? letteralmente "anni contati") ed è stato reso obsoleto dalla legge numero 50 del 1902 quando il Paese ha adottato ufficialmente il sistema di conteggio internazionale, noto come mannenrei (満年齢? letteralmente "età reale"). Una nuova legge è stata poi emanata nel 1950 per incoraggiare la popolazione all'uso effettivo del nuovo sistema.

### Vietnam
Il sistema tradizionale in Vietnam è noto come tuổi ta ("la nostra età") o tuổi âm ("età del Calendario lunare"), in contrasto con l'età internazionale nota come tuổi Tây.